# リプラス
株式会社リプラス (Re-plus Inc.) は、かつて存在した不動産賃貸借契約の債務保証会社。本社を東京都港区に置いていた。

## 概要
賃貸住宅の滞納家賃保証システムの提供と不動産ファンドのアセットマネジメント、及びそれらに関連するファイナンスサービスの提供を業務としていた。滞納家賃保証事業では、賃貸住宅管理会社からの委託を受けて、月々の入金確認から、集金、督促、立て替えまでを一括して行ない、不動産ファンド事業では国内外の機関投資家や国内年金基金を主な顧客とし、賃貸住宅に分散投資した。
会社設立の2年後東証マザーズに上場した。これは設立から上場までの最も短い例である。
これは主要事業の1つである賃貸住宅の滞納家賃保証事業を他社（東京賃貸住宅保証）から買収し事業規模を短期間に拡大できたことが大きかった。
滞納家賃保証については全国各地の不賃借人に要求された連帯保証人をリプラスが家賃保証という形で代替するほか賃借人との様々な交渉など不動産管理会社の業務を代行していたが、2008年の7月31日および8月1日に、不動産オーナーに対して送金の遅延が発生、8月29日においても送金遅延が発生。2008年9月に破産手続開始決定となった。創業わずか6年での破綻で、負債総額は325億7000万円だった。
倒産後は社員の宮地正剛が後継会社と投資会社を設立して引き継ぎ、東証一部上場会社Casaとして存続。
子会社
- リプラス・リート・マネジメント株式会社

代表：岡村一郎。投資信託委託業務
- リプラス・インベストメンツ株式会社

資本金3億6000万円、代表：亀井顕彦、従業員62人、2005年設立、リプラス100%出資子会社、グループのアセットマネジメント部門における不動産取得、リーシングの仲介業務、プロパティマネジメント、保険代理店業、2008年破産
- リプラス・チャイナ・アセットマネジメント株式会社
- リプラス少額短期保険株式会社
- リプラス・アドバイザーズ株式会社

資本金1億円、代表：姜裕文、従業員85人、2006年設立、リプラス100%出資子会社、グループ各社が手がける不動産ファンドのアセットマネジメント事業のうち、デューデリジェンス、投資スキームの構築・提案、ファイナンシャルアレンジなど、2008年破産
- リプラス・ホスピタリティ株式会社

資本金4億9900万円、代表：柘植さやか、従業員3人、2007年設立、リプラス100%出資子会社、リプラスが行う賃貸住宅を主体とした不動産ファンドのアセットマネジメント事業でサービスアパートメントの運営、2008年破産
- RE-PLUS SINGAPORE ASSET MANAGEMENT PTE.LTD.

リプラス・リート・マネジメント株式会社において、住宅不動産に特化した不動産投資信託であるリプラス・レジデンシャル投資法人より不動産の運用業務を受託していた。
- レントゴー保証株式会社

2004年10月1日子会社化。代表取締役：後藤康治郎（リプラス取締役）。資本金15億円。従業員数628人

## 沿革
- 2002年9月 - 株式会社リプラス設立。創業者は姜裕文と柘植さやか（慶応義塾大学総合政策学部卒、森ビル企画開発本部出身）[7][8]。
- 2003年12月 - 南青山から虎ノ門17森ビルに移転[9]。
- 2004年12月 - 東京証券取引所マザーズ市場上場
- 2008年
  - 6月 - 虎ノ門タワーズオフィスに移転[9]
  - 9月 - 東京地方裁判所が破産手続開始決定、負債総額は326億円
  - 10月 - 株式会社デジタルチェック傘下のレントゴー保証株式会社（吸収合併を経て事業は株式会社Casaが継承）へ、債権保証業務を譲渡
  - 10月24日 - リプラス・アドバイザーズ、リプラス・インベストメンツ、リプラス・ホスピタリティの3社の破産手続を開始
- 2011年3月9日 - 当社ならびに外2社の破産手続終結